# Лобаново (городской округ Домодедово)
Лобаново — село  в Московской области. Входит в городской округ Домодедово.
Расположено у юго-восточных окраин города Домодедово, в 5 км к северо-востоку от его микрорайона Барыбино.

## История
До 1994 гг. село входило в Лобановский сельсовет, с 1994 до 2007 гг. — в Лобановский сельский округ Домодедовского района.

## Население
| 2002 | 2010 |
| ---- | ---- |
| 354  | ↗371 |